# Funció convexa

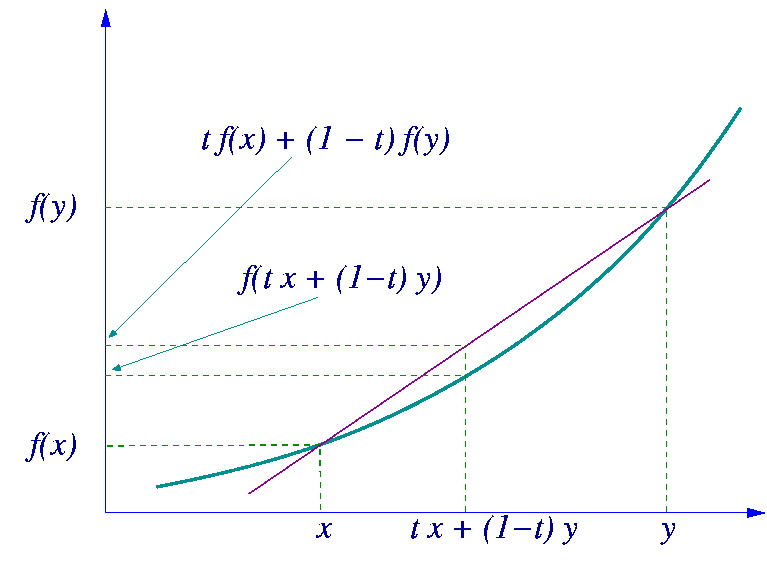
Funció convexa en un interval [x, y].

En matemàtiques, una funció real {\displaystyle f} definida sobre un interval {\displaystyle I} (o en qualsevol subconjunt convex d'un espai vectorial) és  convexa  o  còncava cap amunt si sempre que prenem dos punts de la gràfica, la funció està per sota del segment que els uneix. Dit d'una altra manera, per tot parell de punts {\displaystyle x} i {\displaystyle y} del domini de la funció i per qualsevol  {\displaystyle t} a {\displaystyle [0,1]} es compleix la següent desigualtat.
{\displaystyle f(tx+(1-t)y)\leq tf(x)+(1-t)f(y)}
Una definició equivalent és: una funció és convexa si el seu epígraf (conjunt de punts situats per sobre o en la gràfica) és un conjunt convex.
Una funció és estrictament convexa  si per tot parell de punts {\displaystyle x} i {\displaystyle y} del domini de la funció i per qualsevol  {\displaystyle t} a {\displaystyle [0,1]} es compleix la següent desigualtat.
{\displaystyle f(tx+(1-t)y)<tf(x)+(1-t)f(y)\,}
Una funció {\displaystyle f} és còncava si i només si la funció {\displaystyle -f} és convexa.

## Propietats

Una funció (en blau) és convexa si i només si la regió del graf (en verd) és un conjunt convex.

Una funció convexa  f  definida en un interval obert  C  és contínua en  C  i diferenciable en tots els punts numerables. Si  C  és tancat,  f  pot no ser continu en els punts crítics o finals de  C .
Una funció és  punt-mig convexa  ( midpoint convex ) en un interval "C" si
{\displaystyle f\left({\frac {x+y}{2}}\right)\leq {\frac {f(x)+f(y)}{2}}}
per a tot  x  i  y  en  C . Aquesta condició és només lleugerament més relaxada que la de convexitat. En particular, una funció contínua que és punt-mitjà convexa serà també convexa.
Una funció diferenciable d'una variable és convexa en un interval si i només si la seva derivada és una monòtonament no-decreixent en aquest interval.
Una funció contínuament diferenciable d'una variable és convexa en un interval si i només si la funció es troba per sobre de totes les seves tangent s:  f  ( i ) ≥  f  ( x )  f  '( x ) ( i  -  x ) per a tot  x  i  i  en l'interval. En particular, si  f  '( c ) =  0 , després  c  és un mínim absolut de  f  ( x ).
Una funció doblement diferenciable d'una variable és convexa en un interval si i només si la seva segona derivada és no negativa en aquest interval, això proporciona una prova pràctica per verificar la convexitat.
Si la segona derivada és positiva,  llavors  és estrictament convexa, però la doble implicació no es compleix, com podem veure per exemple en f(x) = x4.
En general, una funció contínua doblement diferenciable de moltes variables és convexa en un conjunt convex si i només si la seva matriu Hessiana és semidefinida positiva a l'interior d'aquest conjunt convex.
Qualsevol mínim local d'una funció convexa és també un mínim absolut. Una funció  estrictament  convexa tindrà al més un mínim absolut.
Per a una funció convexa  f , els conjunts de nivell { x | f  ( x ) < a  'i{ x | f  ( x ) ≤  a } amb a ∈ R són conjunts convexos. No obstant això, una funció els conjunts de nivell són conjunts convexos pot no resultar ser convexa, una funció d'aquest tipus s'anomena  funció quasi-convexa .
La inequació de Jensen s'aplica a tota funció convexa  f . Si {\displaystyle X} és una variable aleatòria que pren valors en el domini de  f , llavors {\displaystyle If(X)\geq f(EX).} (Aquí {\displaystyle E} denota l'esperança matemàtica.)

## Càlcul de funció convexa
- Si {\displaystyle f} i {\displaystyle g} són funcions convexes, llavors també ho són {\displaystyle m(x)=\max\{f(x),g(x)\}} i {\displaystyle h(x)=f(x)g(x).}
- Si {\displaystyle f} i {\displaystyle g} són funcions convexes i {\displaystyle g} és creixent, llavors {\displaystyle h(x)=g(f(x))} és convexa.
- La convexitat és invariant sota mapejaments afins, és a dir, si {\displaystyle f(x)} és convexa, amb {\displaystyle x\in \mathbb {R} ^{n}}, llavors també ho és {\displaystyle g(i)=f(Aib)}, on {\displaystyle A\in \mathbb {R} ^{n\times m},\,b\in \mathbb {R} ^{m}.}
- Si {\displaystyle f(x,y)} és convexa en {\displaystyle (x,y)} i {\displaystyle C} és un conjunt convex no buit, llavors {\displaystyle g(x)=\inf _{i\in C}f(x,y)} és convexa en {\displaystyle x,} sempre que {\displaystyle g(x)>-\infty } per algun {\displaystyle x.}

## Exemples
- La funció {\displaystyle f(x)=x^{2}} té {\displaystyle f''(x)=2>0} en tots els punts, després  f  és una funció (estrictament) convexa.
- La funció valor absolut {\displaystyle f(x)=|x|} és convexa, fins i tot malgrat que no és derivable en el punt  x  = 0.
- La funció {\displaystyle f(x)=|x|^{p}} per 1 ≤  p  és convexa.
- La funció  f  amb domini [0,1] definida per  f  (0) =  f  (1) = 1,  f  ( x ) = 0 per 0 < x  <1 és convexa, és contínua en l'interval obert (0,1), però no en 0 ni a 1.
- La funció  x   3  té segona derivada 6  x , després ella és convexa en el conjunt on  x  ≥ 0 i còncava en el conjunt on  x  ≤ 0.
- Tota transformació lineal amb domini en {\displaystyle \mathbb {R} } és convexa, però no estrictament convexa, ja que si  f  és lineal, després {\displaystyle f(ab)=f(a)f(b).} Això també s'aplica si substituïm "convex" per "còncau".
- Tota funció afí amb domini en {\displaystyle \mathbb {R} }, és a dir, cada funció de la forma {\displaystyle f(x)=a^{T}xb}, és alhora convexa i còncava.
- Tota norma vectorial és una funció convexa, per la desigualtat triangular.
- Si {\displaystyle f} és convexa, la  funció perspectiva  {\displaystyle g(x,t)=tf(x/t)} és convexa per {\displaystyle t>0.}
- Les funcions {\displaystyle f(x)={\sqrt {x}}} i {\displaystyle g(x)=\log(x).} són monòtonament creixents però no convexes.
- Les funcions {\displaystyle h(x)=x^{2}} i {\displaystyle k(x)=-x} són convexes però no monòtonament creixents.
- La funció  f  ( x ) = 1/ x   2 , amb  f  (0) = ∞, és convexa en els intervals (0, ∞) i (- ∞, 0), però no és convexa en (- ∞, ∞), a causa del punt  x  = 0.